# Lambert Doomer

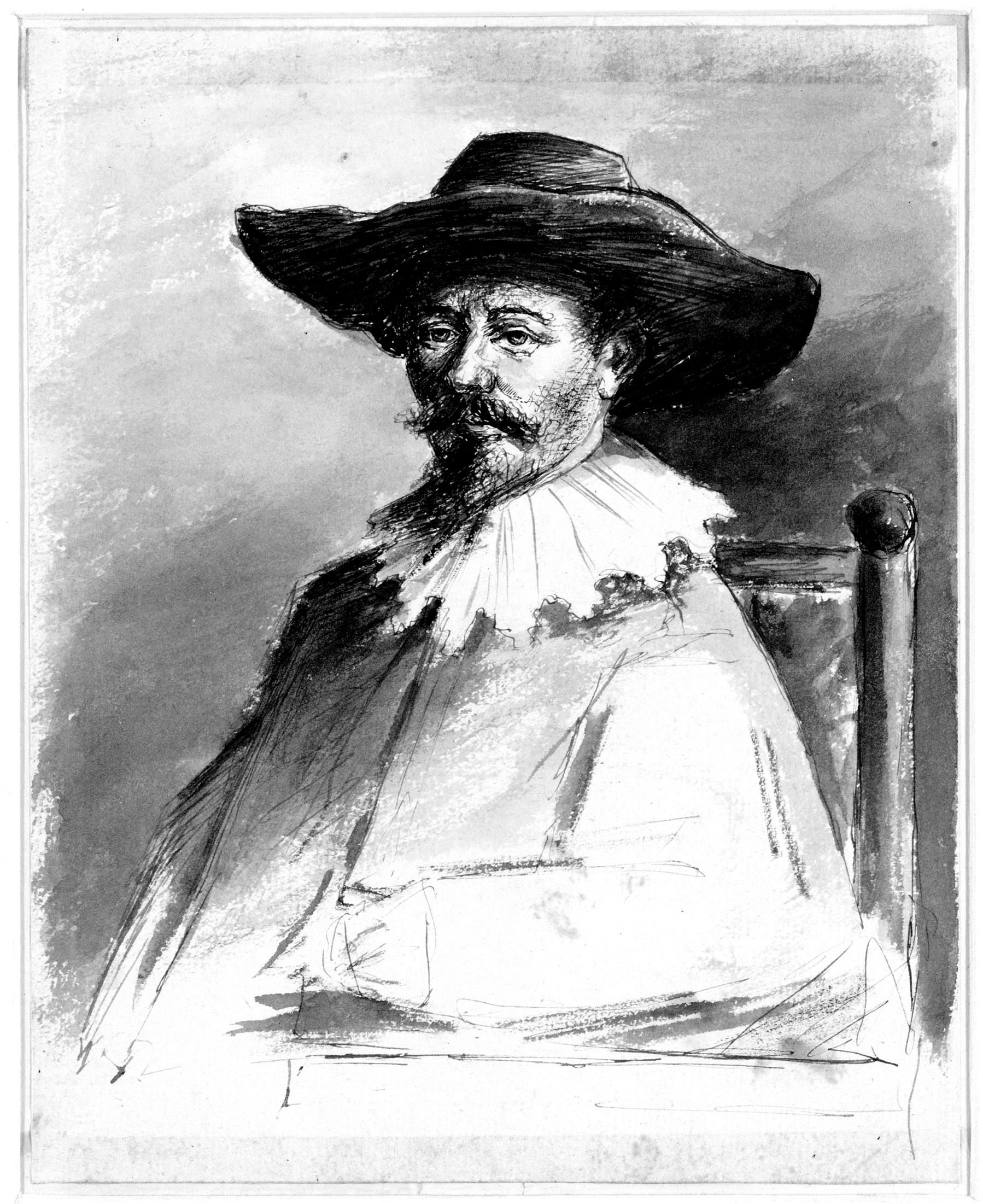
Lambert Doomer (Ferdinand Bol)

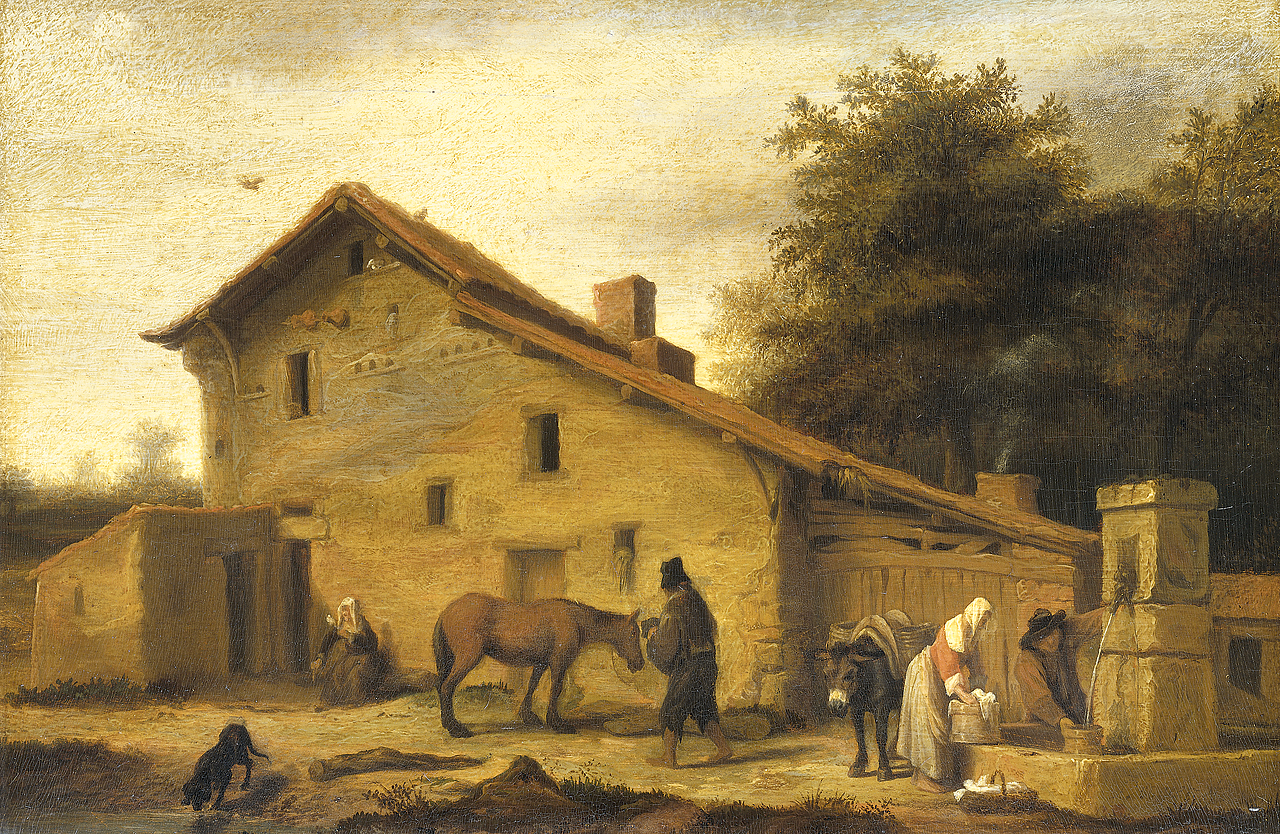
Herberg in de buurt van Nantes. 1640-1660. Amsterdam, Rijksmuseum Amsterdam.

Lambert Doomer (gedoopt Amsterdam, 11 februari 1624 – aldaar, 2 juli 1700) was een Nederlands kunstschilder en tekenaar van Duitse afkomst behorend tot de Hollandse School.
Doomer was het derde kind van in totaal negen kinderen van de in het Duitse Anrath geboren meubelmaker Herman Doomer en zijn vrouw Baertje Martens. Zijn vader specialiseerde zich in de bewerking van ebbenhout en was leverancier van lijsten aan onder meer Rembrandt van Rijn. Omstreeks 1640 voltooide Lambert Doomer een opleiding tot meubelmaker bij zijn vader, maar werd in 1640 leerling van Rembrandt en werkte vervolgens een tijd lang op zijn atelier. In die hoedanigheid werkte hij mogelijk op de een of andere manier mee aan De Nachtwacht.

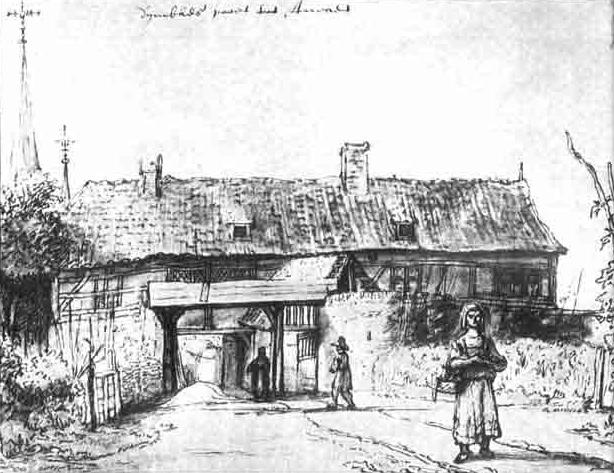
Dimbkesport in Anrath. Ca. 1664. Londen, British Museum.

Doomer ondernam vervolgens een aantal buitenlandse reizen. In 1646 reisde hij met de schilder Willem Schellinks naar Nantes, maar ter hoogte van Rouen kregen ze ruzie, waarna ieder zijn eigen weg ging. Later dat jaar reisde Doomer naar Engeland, waar hij de eerst bekende afbeeldingen van het eiland Wight maakte. Van 1663 tot 1664 maakte hij een reis langs de Rijn, tot in Zwitserland, waarbij hij ook de geboorteplaats van zijn vader, Anrath, bezocht.
Naast schilderen verzamelde Doomer ook zelf kunst. Zo verwierf hij in 1657/1658 op een veiling naar aanleiding van het faillissement van zijn voormalige leermeester Rembrandt een groot aantal van diens tekeningen en schetsboeken. Op 24 augustus 1668 trouwde hij met Metje Harmens, met wie hij van 1669 tot 1695 in Alkmaar woonde. Tussen 1671 en 1673 maakte hij talrijke tekeningen, waarvan er omstreeks 300 bewaard zijn gebleven. Deze tekeningen vormen één vierde van zijn totale oeuvre. Zijn laatste jaren tot zijn dood in 1700 bracht bij door in Amsterdam.
- Bibliothèque nationale de France: cb14973031q (data)
- Biografisch Portaal: 42616093
- Digitale Bibliotheek voor de Nederlandse Letteren: doom001
- Stuttgart Database of Scientific Illustrators 1450–1950: 9379
- Gemeinsame Normdatei: 118680374
- International Standard Name Identifier: 0000 0001 1776 7134
- KulturNav: 3a31a37e-4294-41c5-a9ac-54796a623164
- Library of Congress Control Number: nr2002035970
- Nederlandse Thesaurus van Auteursnamen: 070442967
- RKD-Nederlands Instituut voor Kunstgeschiedenis: 23808
- Système universitaire de documentation: 144318296
- Union List of Artist Names: 500031031
- Virtual International Authority File: 95872901
- WorldCat: E39PBJmDq4t9KMT83PPKK4r6rq